# Pristimantis imitatrix
Pristimantis imitatrix é uma espécie de anfíbio  da família Craugastoridae.
Pode ser encontrada nos seguintes países: Peru e possivelmente em Bolívia.
Os seus habitats naturais são: florestas subtropicais ou tropicais húmidas de baixa altitude e rios.